# Доронін Володимир Віталійович
Володи́мир Віта́лійович Доро́нін (15 січня 1993, Донецьк, Україна) - український футболіст, півзахисник.

## Життєпис
Вихованець донецького футболу.
У дорослому футболі дебютував в 2012 році у складі донецького «Олімпіка». Потім грав у третій команді «Шахтаря». Сезон 2013/14 провів у дублі «гірників».
Влітку 2014 року перед стартом «Олімпіка» у вищому дивізіоні, Доронін повернувся в свою першу команду. 26 липня 2014 в грі з одеським «Чорноморцем» дебютував у Прем'єр-лізі